# Com un arbre nu
Com un arbre nu (catalán, en español Como un árbol desnudo) es el tercer álbum de Lluís Llach aparecido en 1972.
Comienza con Cançoneta (La gallineta) la cual bajo apariencias ligeras contiene una carga contra el régimen franquista. Con esta inocente canción que cuenta las desventuras de una gallina, consigue burlarse del poder, ya que donde la censura lee  «visca la revulsió» ("viva la revulsión"), el público entiende «visca la revolució» ("viva la revolución"), e hizo de La gallineta un nuevo canto militante.
Después de un homenaje a la música de América del Sur y quizás a Che Guevara (Comandante), Llach entrega una emocionante canción de amor delicada y frágil (Ma tristesa), recuerda su pasado y surge el recuerdo de una turista aportando con ella los efluvios de libertad a los jóvenes bajo el yugo franquista (Ningú sabia el seu nom (Madame)).
Este disco ofrece toda la paleta de talentos de Llach, pasando por la canción comprometida (con Debilitas formidinis, la cual tiene el título en latín para escapar de la censura), por la canción antiburgesa irónica y cáustica (Bon senyor) y por títulos más rítmicos que permiten a Llach hacer admirar su capacidad interpretativa (A cavall del vent).

## Canciones
1. Cançoneta (La gallineta) - 2:34
2. Com un arbre nu - 4:03
3. Comandante (Instrumental) - 2:35
4. Ma tristesa - 4:30
5. A cavall del vent - 2:43
6. Dona (A les cinquanta estrelles) - 6:37
7. Madame - 3:40
8. Debilitas formidinis - 2:50
9. Bon senyor - 3:01

## Ficha técnica
- Editado por: Movieplay S-30031. LP. 1972 (reeditado por: Fonomusic 892050/2. LP. 1986, Dro 2002, Dro (DIGIPACK) 2006)
- Arreglos de Comandante: Jimmy Bascuñán
- Arraglos de Ma Tristesa: Francesc Burrull
- Dirección musical de Cançoneta, Com un arbre nu, Ma tristesa, A cavall del vent, Dona i Debilitas Formidinis: Lleó Borrell
- Dirección musical de Bon senyor: Francesc Burrull
- Dirección musical de Comandante: Jimmy Bascuñán
- Dirección artística: G. De La Puerta
- Ingeniero de sonido: Rafael Poch
- Grabación: Estudis Gema
- Producido por: Joan Molas